# Cajun
Cajun /ˈkeɪdʒən/ lub Cadien – osoba należąca do francuskojęzycznej grupy etnicznej („Cajuns”) zamieszkującej wybrzeże Zatoki Meksykańskiej w USA. W większości zamieszkują 22 południowe parafie stanu Luizjana (ten obszar nazywany jest Akadianą). „Cajun” to także nazwa dialektu, kultury i muzyki tej ludności.

## Pochodzenie
Pierwsi osadnicy z Francji (Bretania, Normandia, Île-de-France) przybyli do Luizjany w drugiej połowie XVII wieku. Kolejna fala osadnictwa to uciekinierzy z Akadii, czyli francuscy osadnicy wysiedleni w drugiej połowie XVIII wieku przez władze Wielkiej Brytanii z wybrzeży obecnej wschodniej Kanady (Nowa Szkocja, Wyspa Księcia Edwarda i Nowy Brunszwik). Nazwa „Cadien” to skrót od „Acadien” (czyli mieszkaniec Akadii).
Potem przybyli kolejni uciekinierzy z terenu obecnego Haiti. W XVIII wieku zaczął się formować język i kultura cajun na podstawie francuskiej z domieszką języka hiszpańskiego. „Cajuns” byli zawsze ubogimi rolnikami, myśliwymi, rybakami lub drobnymi rzemieślnikami; tzw. „biednymi białymi południowcami” (ang. southern poor whites). Odrębną grupą są tzw. Kreole; to przeważnie Francuzi niepochodzący z Akadii i najczęściej zamożni mieszkańcy miast (obecnie Kreolami nazywa się także miejscowych Afroamerykanów).

## Charakterystyka

Mapa Luizjany z zaznaczonymi na czerwono parafiami zamieszkanymi przez ludność francuskojęzyczną. W ciemniejszym kolorze – pierwotny region osadnictwa „Cajuns”.

Cajuns liczą około 600 tys. osób, 75% z nich zamieszkuje Luizjanę (głównie parafie: Acadia, Evangeline, Iberia, Lafayette, St. Landry, St. Martin, St. Mary i Vermilion), pozostali także inne stany na wybrzeżu Zatoki Meksykańskiej (południowy Teksas, Alabama i Missisipi), mówią dialektem języka francuskiego (uważanym czasem za odrębny język romański) z naleciałościami hiszpańskimi, włoskimi i miejscowych języków indiańskich. Ich dialekt ma wiele zapożyczeń z języka angielskiego; wymowa również stała się bardziej podobna do angielskiej niż francuskiej. Tym dialektem posługuje się coraz mniej osób (obecnie 61% Cajuns); wypierany jest przez język angielski. Cajuns są w większości wyznawcami katolicyzmu.
Od początku XX wieku Cajuns coraz bardziej asymilowali się w społeczeństwie amerykańskim. Obecnie teren ich osadnictwa to głównie bagienne lasy cypryśnikowe (zwane „Bayou”) w delcie Missisipi (okolice miast: Lafayette i Lake Charles), gdzie mieszkają w charakterystycznych, drewnianych chatach na palach. Mają własne pieśni i muzykę (tzw. zydeco lub zaricot), łączącą elementy soulu, rhythm and bluesa i bluesa. Tradycje to uroczyste świętowanie „Mardi Gras” (ostatniego dnia karnawału) i przestrzeganie wielkiego postu. Według legendy wilkołak – Rougarou – zabija tych, którzy nie poszczą w tym okresie. Popularni są uzdrowiciele – tzw. traiteurs, którzy „leczą” dotykiem rąk. Niektóre tradycyjne potrawy Cajuns, np. jambalaya i gumbo, stały się popularne w USA.